# Georg Hagen (Politiker)
Georg Hagen (* 12. September 1887 in Kulmbach; † 18. November 1958 in München) war ein deutscher Landes- und Kommunalpolitiker (SPD).

## Biografie
Am 1. September 1906 trat Hagen in Ebneth bei Burgkunstadt seinen Dienst als Schulverweser der einklassigen Volksschule an und blieb bis zum 30. April 1910. Er verließ Ebneth, um an einer Kulmbacher Volksschule zu unterrichten. 1919 wurde er  zum Oberlehrer am städtischen Mädchenlyzeum (heute Caspar-Vischer-Gymnasium) ernannt. Nach der Machtergreifung der Nationalsozialisten wurde er aus dem Schuldienst entfernt. Ab 1934 leitete er die Generalagentur einer Versicherung in Kulmbach. Hagen starb 1958 in München an den Folgen einer Magenoperation.

### Politik
Ab 1919 gehörte er dem Kulmbacher Stadtrat, dem Kreistag von Oberfranken (heute Bezirkstag) und dem Kreisausschuss an. Hagen war zunächst von April 1932 bis 1933 Mitglied des Bayerischen Landtags. Nach der Machtergreifung der Nationalsozialisten verlor er sein Landtagsmandat. Während der NS-Zeit wurde er mehrfach wegen seiner politischen Ausrichtung verhaftet.
Nach Ende des Zweiten Weltkriegs wurde er im Mai 1945 Oberbürgermeister seiner Heimatstadt Kulmbach. Ab Juli 1946 war er Mitglied der Verfassunggebenden Landesversammlung und gehörte im Anschluss von 1946 bis 1958 erneut dem Landtag als Abgeordneter und dessen 1. Vizepräsident an. Von 1947 bis 1949 war er zudem Mitglied des Länderrats der Bizone. Der Landtag wählte ihn zum Mitglied der ersten Bundesversammlung, die 1949 Theodor Heuss zum Bundespräsidenten wählte.

### Privates
Hagen war evangelisch. Im Zweiten Weltkrieg verlor er seine drei Söhne.

## Auszeichnungen
1952 erhielt er das Verdienstkreuz (Steckkreuz) und 1955 das Große Verdienstkreuz der Bundesrepublik Deutschland. Im Jahr 1957 wurde er zum Ehrenbürger der Stadt Kulmbach ernannt. Am 20. Juni 1958 erhielt er den Bayerischen Verdienstorden. In seiner Heimatstadt Kulmbach ist die Georg-Hagen-Straße nach ihm benannt.